# 薩金特冰川
薩金特冰川（英語：Sargent Glacier），是南極洲的冰川，位於阿蒙森海岸，最終在貝爾冰川東南面注入阿塞爾海伯格冰川，由美國探險隊繪入地圖，現時由南極條約體系管理。